# Biskupin (prähistorisches Dorf)

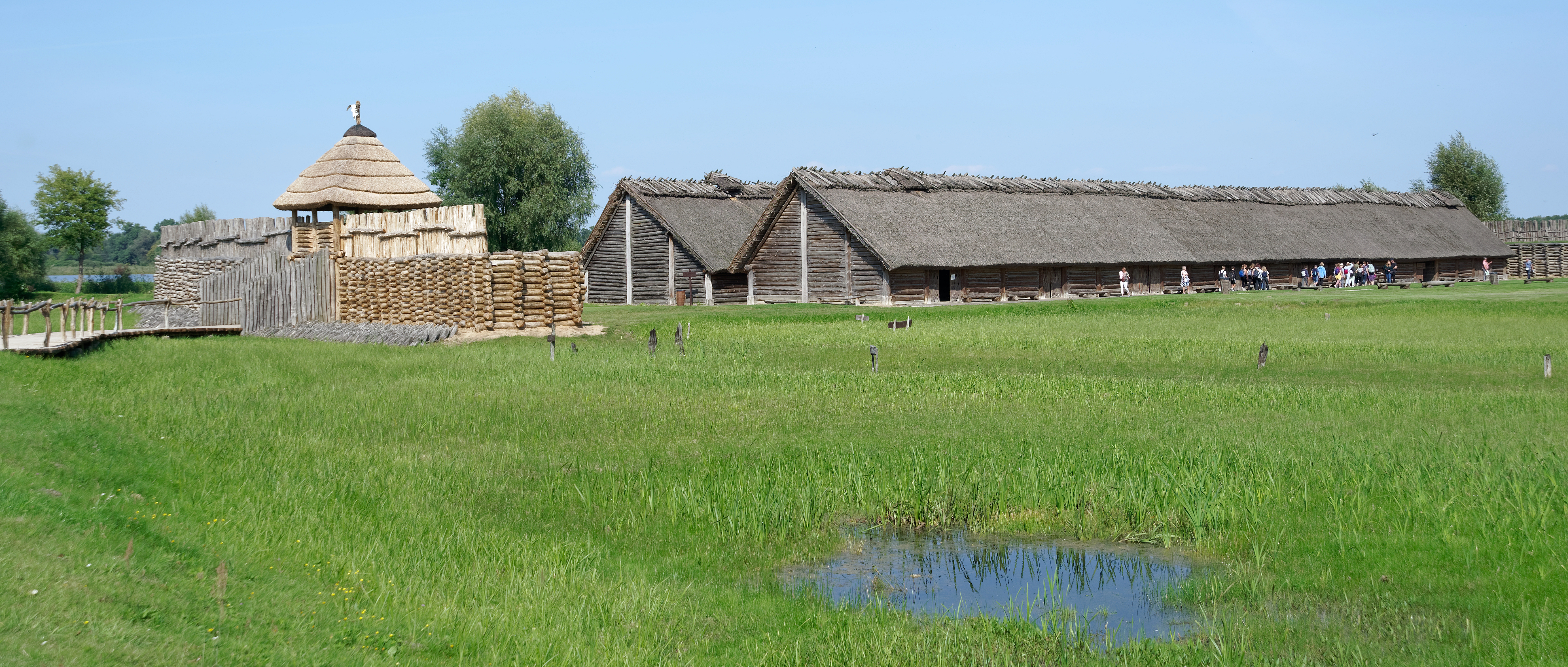
Biskupin (Rekonstruktion)

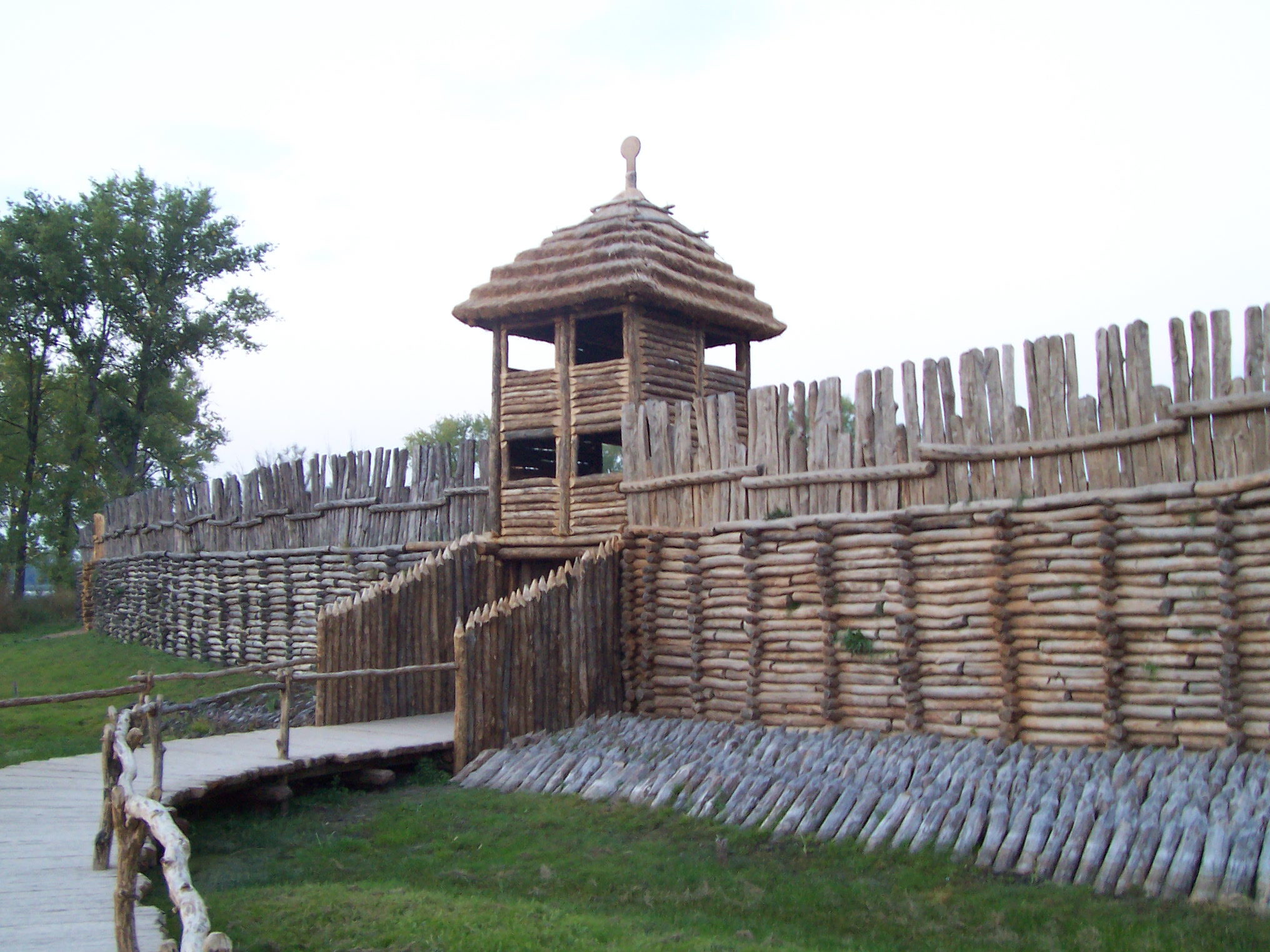
Hölzerne Umzäunung (Rekonstruktion)

Biskupin [bʲi'skupʲin] ist ein prähistorisches Dorf bei Biskupin im Powiat Żniński in der Gemeinde Gąsawa  (Deutsch: Gonsawa/Gerlingen), Woiwodschaft Kujawien-Pommern (Polen). Die Gründung wird auf etwa 700–400 v. Chr. datiert. Ein Teil der Kultur wird in die ältere Eisenzeit (Hallstattzeit) gestellt, ein anderer Teil stilistisch der spätbronzezeitlichen Lausitzer Kultur zugerechnet.

## Geschichte
Der polnische Lehrer Walenty Szwajcer entdeckte 1933 das ehemals befestigte Dorf. Er informierte Józef Kostrzewski aus Posen über die Entdeckung der hölzernen Pfähle im Uferbereich des Sees. Archäologische Ausgrabungen und Untersuchungen durch polnische Wissenschaftler begannen im Jahr 1934 und dauerten bis zum Ausbruch des Zweiten Weltkriegs. Während der Besatzung Polens führte die Sonderabteilung SS-Ausgrabung Urstätt unter dem Kommando des Hauptsturmführers Hans Schleif Ausgrabungen auf der Halbinsel Biskupin durch. Ziel dieser Ausgrabungen war es, etwaige Hinweise auf den urgermanischen Ursprung der Ansiedlung für die nationalsozialistische Propaganda zu konstruieren. Nach dem Krieg untersuchten polnische Archäologen die Ausgrabungsstätte weiter. Sie gilt als eines der wichtigsten Beispiele aus der älteren Eisenzeit. Daneben finden sich im Norden Polens eine Reihe weniger gut erhaltener Siedlungen vergleichbarer Konstruktion und Kultur.
Das Dorf bot etwa 1000 Bewohnern zusammen mit Rindern, Schweinen und Kleinvieh Platz.
Das Dorf lag auf einer 6900 m² großen Insel im Biskupiner See und war auf Pfählen im See gebaut, mit Zugang über eine einzige Brücke sowie durch Boote.
Dem feuchten Untergrund ist die Erhaltung eines großen Teils der hölzernen Bauten zu verdanken. Hölzernes Buhnenwerk sowie ein umlaufender Holz-Erde-Ringwall, dem hölzerne Innenbauten Halt verliehen, umgaben die Insel. Eine einzige Torgasse durchschnitt den Ringwall. Ein mit Holz befestigter Damm verband die Insel mit dem Seeufer. Die Siedlung selbst bestand aus etwas über 100 in Blockhausbauweise errichteten Holzhäusern, die in 13 parallelen Zeilen angeordnet waren. Zwischen den Häuserzeilen verliefen mit Bohlen belegte Straßen. Die Häuser waren gleich groß (8 × 9 m). Jedes besaß an der Südseite einen Vorraum, dazu einen (oft in eine größere und eine kleinere Abteilung unterteilten) Hauptraum mit steinernem Herd. Das Siedlungsbild lässt einheitliche Planung erkennen.

## Freilichtmuseum
Eine Rekonstruktion des Dorfes ist als Freilichtmuseum zu besichtigen. Die Anlage wird vom Archäologischen Museum Warschau verwaltet.

## Rezeption
Die in Toronto lebende Schriftstellerin Anne Michaels setzte Biskupin und seinen Entdeckern in ihrem 1996 erschienenen Roman Fluchtstücke (Originaltitel Fugitive Pieces) ein literarisches Denkmal.